# Zbigniew Dembiński
Zbigniew Adam Dembiński (ur. 29 czerwca 1898 we Lwowie, zm. 22 lipca 1981 w Poznaniu) – polski polityk, działacz społeczny, inżynier rolnictwa, poseł na Sejm III kadencji w II RP, z ramienia Stronnictwa Narodowego.

## Życiorys
Ukończył gimnazjum humanistyczne w Krakowie oraz w roku 1921, z tytułem zawodowym inżyniera, studia rolnicze na Szkoła Główna Gospodarstwa Wiejskiego w Warszawie.
Od grudnia 1916 do lipca 1917 walczył w ramach 2. Pułku Piechoty w II Brygadzie Legionów Polskich, po kryzysie przysięgowym został wcielony do armii niemieckiej. W latach 1917–1918 uczęszczał do szkoły podchorążych piechoty w Ostrowie. Po odzyskaniu niepodległości od listopada 1918 walczył jako ochotnik w 8. Pułku Piechoty Legionów, a w grudniu 1919 został przeniesiony do Wielkopolskiej Szkoły Podchorążych Piechoty w Poznaniu. od 1921 był urlopowany w związku ze studiami. W 1922 został przeniesiony do rezerwy w stopniu porucznika. Od 1920 prowadził własny majątek ziemski Węgierce. W 1928 założył Związek Pracodawców i Pracobiorców w Inowrocławiu. W 1930 roku został wybrany posłem na Sejm z listy nr 4, okręg wyborczy 32 (Bydgoszcz). Od 1932 pełnił funkcję prezesa kółka rolniczego w Janikowie. Był członkiem Rady Powiatowej i Towarzystwa Rolniczego w Inowrocławiu oraz prezesem powiatowego Związku Ziemian i w 1939 roku Pomorskiego Związku Ziemian. Wiceprezes Okręgu Inowrocławskiego Związku Powstańców i Wojaków. Działacz Stronnictwa Narodowego i Obozu Zjednoczenia Narodowego. Uczestnik wojny obronnej 1939 roku. Od 7 listopada 1939 do 30 kwietnia 1945 roku był więziony w oflagach w Niemczech: XI A Osterode, II A Prenzlau, II D Gross Born/Rederitz. Od 1946 administrował majątkiem Lipnice, pod koniec lat 50. pracował jako starszy projektant w Biurze Urządzeń i Melioracji Rolnych w Warszawie. Długoletni pracownik i organizator Państwowych Gospodarstw Rolnych. Od 1960 mieszkał w Poznaniu. Został pochowany na cmentarzu Górczyńskim w Poznaniu (kwatera VPe-2-21).

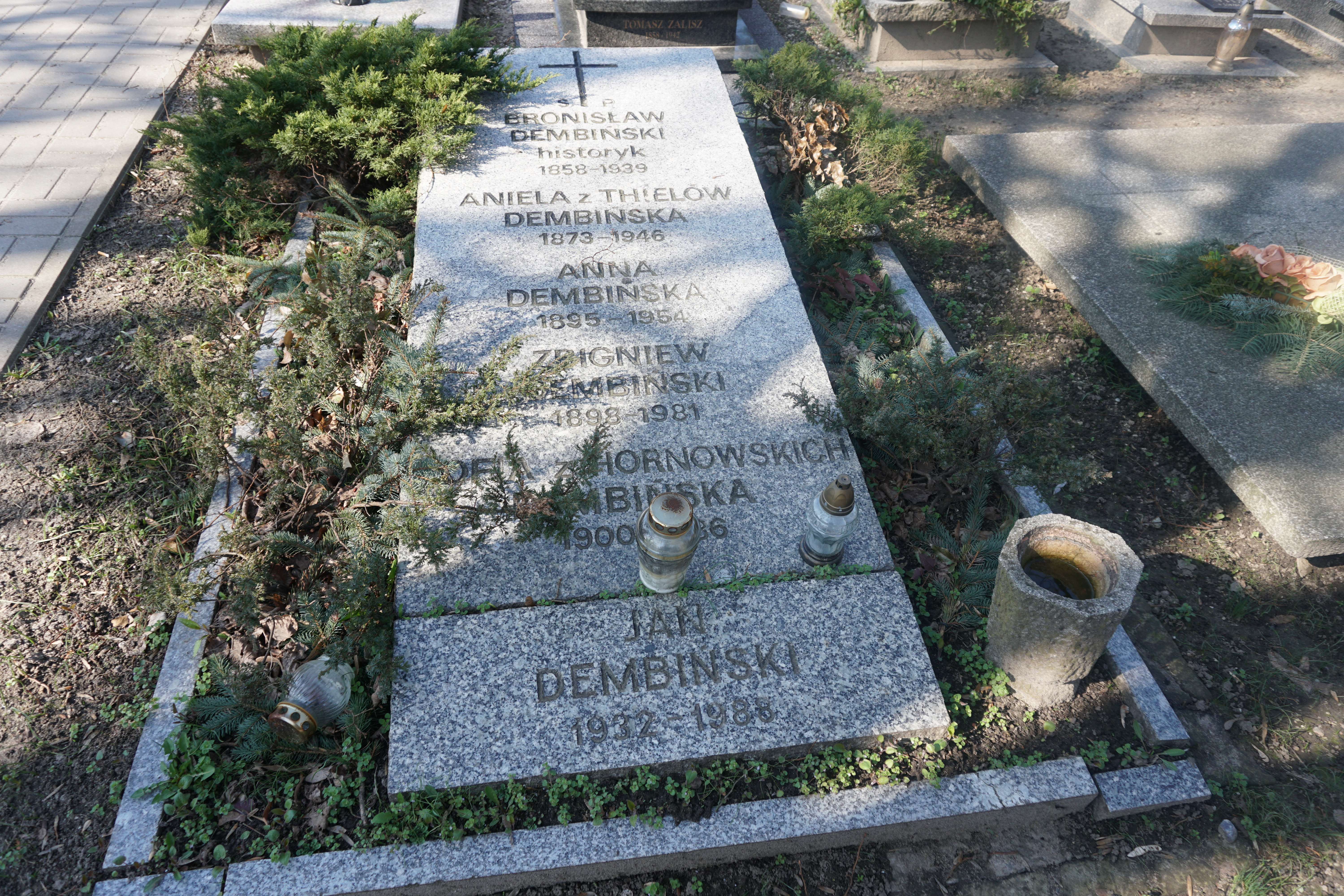
Grób Bronisława i Zbigniewa Dembińskich na cmentarzu Górczyńskim

## Odznaczenia
Źródło: Profil na stronie Biblioteki Sejmowej
- Medal Niepodległości (1938)
- Złoty Krzyż Zasługi (1956)

## Rodzina
Pochodził z rodziny szlacheckiej herbu Rawicz. Był synem historyka i polityka Bronisława i Anieli z domu Thiel Dembińskich. Był żonaty z Zofią z Hornowskich.